# 日本ビルヂング (東京都)
日本ビルヂング（にほんビルヂング）は、東京都千代田区大手町にあったオフィスビルである。三菱地所により建設され、1962年（昭和37年）7月に竣工した。地下には東京都下水道局のポンプ場があった。
2013年に放映されたテレビドラマ『半沢直樹』では、東京中央銀行京橋支店の設定でロケ地として使用された。
2016年4月から部分的に解体され、残りの区画はビル老朽化と再開発事業に伴い、2022年9月末日で閉鎖となり、10月から解体工事が行われている。

## 歴史

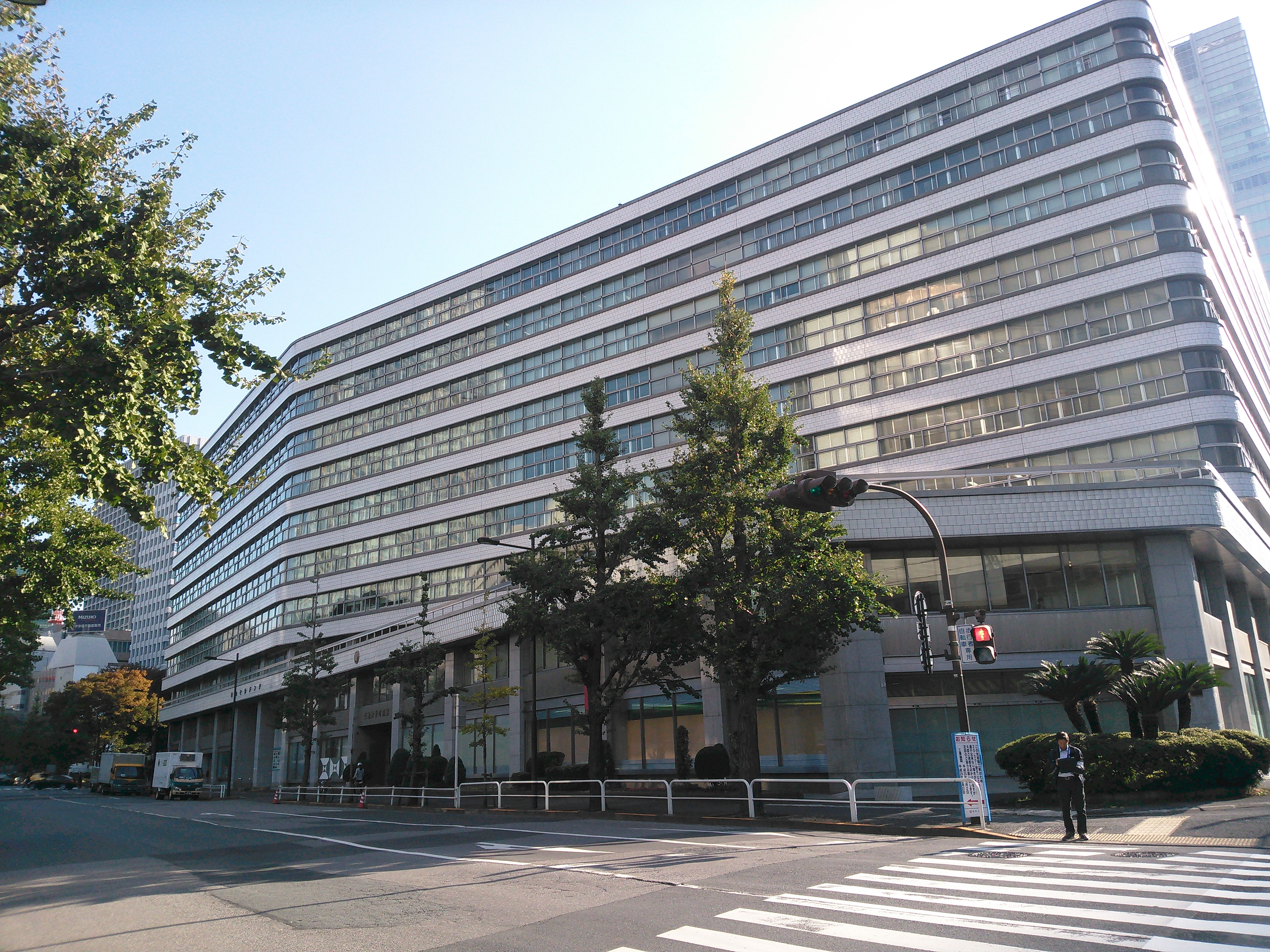
北側より。1962年に竣工した部分。

この付近には、古くは江戸城と日本橋川を結ぶ道三堀が掘られ、現在の日本ビル南東付近には銭瓶橋が架けられていた。この一帯は1929年4月15日まで銭瓶町と呼ばれていた。1931年3月に東京市により銭瓶町ポンプ所が開設され、現在の千代田区・中央区・文京区に相当する一帯から集めた下水を一次処理し、芝浦の下水処理場へ送る機能を有していた。
この街区には三菱地所が行幸通り用地との交換で1913年に東京市から取得した3605坪の土地を有し、三越に配送所用地として貸していたほか、第二次世界大戦の前後に建てられた世界経済館と興農会館の2棟の木造建物を所有していた。三菱地所は1959年ごろより一帯の再開発を検討したが、飛び地状に土地を所有している朝日生命保険と大和土地建物（大和証券グループ。1970年に大和ビル管理に商号変更）との協調、土地の賃借人の三越の同意、下水処理施設の機能維持などの課題があった。
東京オリンピックが近付き、都市のインフラの拡充の必要性や首都高速八重洲線の建設計画が持ち上がると、東京都も再開発の検討に入った。三越は独自に配送所を建設する計画を持っていたが、三菱地所社長の渡辺武次郎と三越社長の岩瀬英一郎との会談で、岩瀬は「公共のためなら協力しましょう」と承諾。配送所のうち返納された一部と、農林中央金庫が退去し、その後のテナントの移転も決まっていた興農会館を取り壊した跡地1680坪に新たなビルを建設することが決まった。1960年12月1日に興農会館の解体に着手、同月8日に地鎮祭を行い着工した。白いタイルとステンレスの横連窓のデザインで、大成建設の施工により建設され、1962年7月4日に「第三大手町ビルヂング」の名称で竣工した。これはのちの日本ビルヂングの北側一部にあたり、地下2階・地上9階建で、延床面積14009坪。三越が区分所有者として配送所を置いたほか、日立製作所が丸の内の三菱仲15号館から移転し入居した。
1963年2月12日、土地の権利移動や公開空地の捻出、ポンプ所の移転に関し東京都下水道局と三菱地所、朝日生命、大和土地建物の4地権者で「常盤橋地区再開発に関する協定」に調印。下水道局と他の3地権者間で土地の交換が行われ、都の所有地は従前の4117坪から再開発完了後は1700坪に縮小した。都は三菱地所との間だけでも4億2670万円の交換差金を得て、ほぼ資金負担なしで下水施設を改築することができた。都と三菱地所の間で同年6月25日に「ポンプ所の建物屋上の使用に関する契約」を締結。これは下水施設の余剰となる容積率を活用して新ビルの規模を拡大するものである。さらに、1961年に創設された特定街区制度により、公開空地を設けることで容積率の緩和を受け、当時800%の容積率は960%まで拡げられた。
1963年12月11日、「第三大手町ビルヂング」2期工事が着工。工期のうち最初の半年間は根伐りやポンプ場の準備工事に充てられ、ビル本体は1964年8月ごろより着手された。1965年11月26日に竣工。地下4階・地上14階建、延床面積50049坪（173,016 m2）と東洋一の規模のオフィスビルとなり、名称もこの時に「日本ビルヂング」に改められた。下水施設の工事は難航し、1966年7月より稼働を開始した。その後、下水施設の残存部分の撤去に伴い永代通り側の低層部の増築が1968年8月に完成した。

## 周辺
歩行者用通路を挟んだ東側には「日本ビル別棟」としてテナントビルが計画され、着工準備段階において八幡製鐵が1棟全面使用することとなった。このビルは1967年9月7日に着工され、八幡製鐵と富士製鐵との統合により「新日鐵ビルヂング」の名称で1970年2月に完成。
2010年にはJXホールディングスが入居し、名称もJXビルに改められた。北隣には1972年に「日本ビルヂング別館」が完成し、建物名称は川鉄商事ビル、JFE商事ビルを経てTOKIWAブリッジとなっている。このほか、新日鐵ビル東隣の大和証券ビルは1970年3月に北側部分、1971年1月に西側部分の増築を完工。1971年7月には朝日東海ビルが完成した。
これらのビルは地下部分に一体として、収容台数820台の日本パーキングセンターが設けられている。その後新日鐵ビル北側の小公園や、日本パーキングセンターに直結する首都高速八重洲線常盤橋出入口が整備され、約10年の歳月と総工費1000億円をかけた常盤橋地区再開発事業が完成し、1973年2月15日に完工式が行われた。この「日本パーキングセンター」及び常磐橋出入口も、2016年3月で関係者向けとなり閉鎖されている。

## 入居していた主な企業等
- 信越半導体、信越化学工業半導体事業部（12階）[9]
- ルネサスエレクトロニクス[10]
- 野村総研
- JFE物流[11]
- 三越大手町別館
- パソナ
- 静岡銀行 東京支店
- 日本ビル内郵便局（2016年2月8日に日本ビル内郵便局を存続局として鉄鋼ビル内郵便局(旧)と統合の上、鉄鋼ビルディングに移転し、鉄鋼ビル内郵便局に改称[12]）
- 日本パーキングセンター（常盤橋街区のビルの地下にまたがる有料駐車場。2016年3月末をもって、一般駐車場としての営業を終了[13]）

## 二度目の再開発
大手町二丁目のうちJR線の東側は常盤橋街区と呼ばれ、日本ビルのほか朝日生命大手町ビル、JXビル、大和呉服橋ビル、JFE商事ビル（現:TOKIWAブリッジ）が建つが、日本ビルの敷地面積はその中で最大である。これらのビルを所有・出資する三菱地所は、土地の権利を大手町一丁目の日本政策投資銀行、公庫ビル、新公庫ビル跡の街区（「大手町フィナンシャルシティグランキューブ」）の権利と交換し、その街区に31階建てのオフィスビルと18階建てのホテルを建設する。その後、常盤橋街区のビル群の跡地は再整備が行われる。
再開発プロジェクトに当たり、日本ビルにおいては、銭瓶町ポンプ所の機能を継続的に提供する必要がある為、2016年3月末で一時閉館の上、ポンプ所を含まない一部区画を解体。一部解体された跡地にポンプ所単独の建物としてD棟「銭瓶町ビルディング」を新設、機能移管の上、残りの箇所を2021年度より解体し、B棟「Torch Tower」を建設する。
2016年度に解体されなかった部分については、ポンプ所やオフィスビルの機能を維持できるよう改修の上、2017年度より再度開館し、2021年度の解体まで引き続き三菱地所が賃貸運用することとなり、再開発プロジェクトのA棟「常盤橋タワー」建設地にあった大和呉服橋ビルよりパソナが移転した。